# パウロ

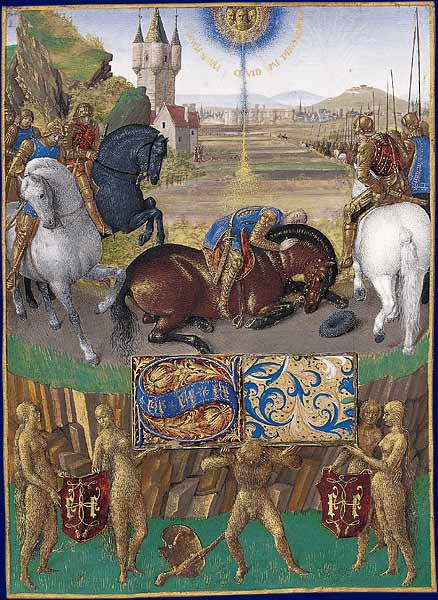
ジャン・フーケによる絵、中央にパウロ

パウロ（希: Παῦλος、？–60年頃）は、初期キリスト教の使徒であり、新約聖書の著者の一人。はじめはサンヘドリンと共にイエスの信徒を迫害していたが、回心してイエスを信じる者となり、ヘレニズム世界に伝道を行った。ユダヤ名でサウロ（ギリシャ語: Σαῦλος, ラテン文字転写: Saulos; ヘブライ語: שָׁאוּל, ラテン文字転写: Šāʼûl）とも呼ばれる。古代ローマの属州キリキアの州都タルソス（今のトルコ中南部メルスィン県のタルスス）生まれのユダヤ人。

## 概要
「サウロ」はユダヤ名（ヘブライ語）であり、ギリシア語名では「パウロス」となる（現代ギリシャ語ではパヴロス）。彼は「使徒として召された」（ローマ1:1）と述べており、日本正教会では教会スラヴ語を反映してパウェルと呼ばれる。
聖人であり、その記念日はペトロとともに6月29日（ユリウス暦を使用する正教会では7月12日に相当）である。
正教会やカトリック教会はパウロを使徒と呼んで崇敬するが、イエスの死後に信仰の道に入ってきたためイエスの直弟子ではなく、「最後の晩餐」に連なった十二使徒の中には数えられない。
パウロは少なくともギリシア語とヘブライ語を話すことができた。

## 生涯

### ユダヤ教徒時代

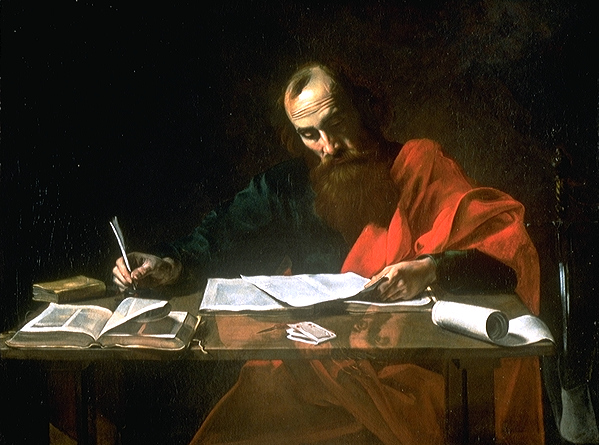
ヴァランタン・ド・ブーローニュもしくはニコラ・トゥルニエによる1620年ごろの作。執筆中のパウロ

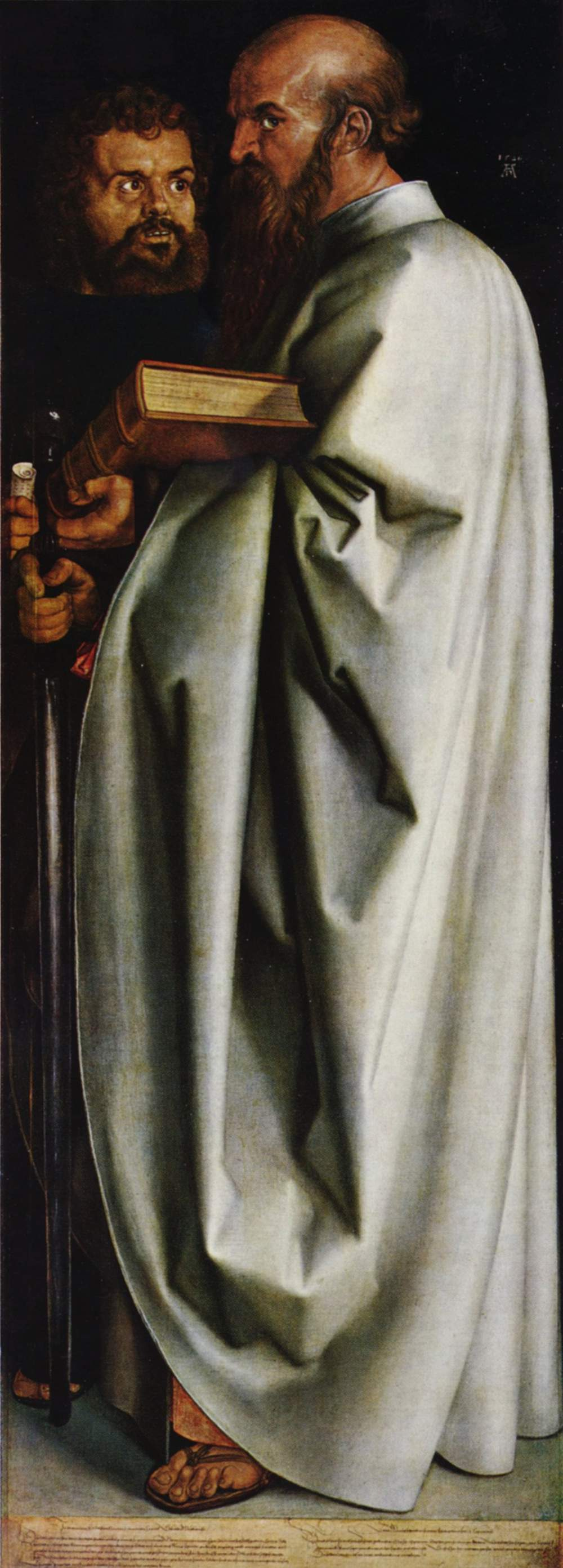
デューラー『4人の使徒』（部分）。マルコ（左）とパウロ（右）

新約聖書の『使徒行伝』によれば、パウロは生まれながらのローマ市民権保持者であった。ベニヤミン族のユダヤ人でもともとファリサイ派に属し、エルサレムにて高名なラビであるガマリエル1世（ファリサイ派の著名な学者ヒレルの孫）のもとで学んだ。パウロはそこでキリスト教徒たちと出会う。熱心なユダヤ教徒の立場から、始めはキリスト教徒を迫害する側についていた。ステファノを殺すことにも賛成していた。

### 回心
ダマスコへの途上において、「サウロ、サウロ、なぜ、わたしを迫害するのか」と、天からの光とともにイエス・キリストの声を聞いた、その後、目が見えなくなった。アナニアというキリスト教徒が神のお告げによってサウロのために祈るとサウロの目から鱗のようなものが落ちて、目が見えるようになった。こうしてパウロ（サウロ）はキリスト教徒となった。この経験は「サウロの回心」といわれ、紀元34年頃のこととされる。一般的な絵画表現では、イエスの幻を見て馬から落ちるパウロの姿が描かれることが多い。
一方でパウロ自身はこのエピソードを自ら紹介しておらず、単に「召されて使徒となった」などと記している。

### 回心後の伝道活動
その後、かつてさんざん迫害していた使徒たちに受け入れられるまでに、ユダヤ教徒たちから何度も激しく拒絶され命を狙われたが、やがてアンティオキアを拠点として小アジア、マケドニアなどローマ帝国領内へ赴き、会堂（シナゴーグ）を拠点にしながらバルナバやテモテ、マルコといった弟子や協力者と共に布教活動を行った。布教活動の時のパウロの職業はテント職人であった。復活の奇跡を行った事もある。特に異邦人に伝道したことが重要である。
『使徒行伝』によれば3回の伝道旅行を行ったのち、エルサレムで捕縛されたが、ローマ市民であるパウロに刑罰を科すには正式の裁判手続きが必要であり、そのためローマに送られ軟禁された。伝承によれば皇帝ネロの治世、60年代後半にローマで斬首刑に処され殉教したと言われる。またローマからスペインにまで伝道旅行をしたとの伝承もある。

## パウロ書簡
パウロ書簡には新約聖書中真性書簡として『ローマの信徒への手紙』『コリントの信徒への手紙一』『コリントの信徒への手紙二』『ガラテヤの信徒への手紙』『フィリピの信徒への手紙』『テサロニケの信徒への手紙一』『フィレモンへの手紙』があり、偽名書簡として『エフェソの信徒への手紙』『コロサイの信徒への手紙』『テサロニケの信徒への手紙二』『テモテへの手紙一』『テモテへの手紙二』『テトスへの手紙』がある。
なお伝統的にパウロ書簡とされる『ヘブライ人への手紙』は近代までパウロの手によるとされていたが、そもそも匿名の手紙であり、今日では後代の筆者によるものとする見方が支持されている。

### 自由主義神学での議論
歴史的キリスト教会がパウロの著者性を認めてきた『テサロニケの信徒への手紙二』『コロサイの信徒への手紙』がパウロの真正書簡であるか自由主義神学者の中では議論があり、『エフェソの信徒への手紙』およびいわゆる牧会書簡（『テモテへの手紙一』、『テモテへの手紙二』、『テトスへの手紙』）はパウロの弟子によるものとされ、パウロを擬してパウロの死後書かれたとする見方が今日の自由主義神学（リベラル派）では一般的である。リベラル派ではこれらを擬似パウロ書簡と称する。
近代の自由主義神学の批判的聖書学高等批評によれば（異論もあるが）、パウロ書簡は新約聖書中、著者が明らかである唯一のものであり、また全文書の中で（一般的には『テサロニケの信徒への手紙一』）最古の文書である。

### 外典
他にもパウロの名を借りた『パウロの黙示録』『パウロ行伝』といった外典も存在し、パウロという人物の影響力の大きさを物語っている。

## 思想
教会のリーダーは男性であるべきと主張した。当時各地の教会で婦人による問題が多発していたためといわれる。しかし、パウロ書簡と同時期に成立した福音書においては、むしろ女性信徒が男性信徒よりも高く評価されている）。結婚は苦難を招くと説いた。結婚は性的誤りを無くす為に有ると説いた。結婚できるのは神からの特権であるとも説いている。
パウロにおいては自らの不完全さ、罪の意識が非常に強いことがまず指摘できる。彼は心の欲する善を行うことができずに、かえって心の欲せざる悪をなしてしまうことに悩んだ。そのため彼の思想では人間の無力さが強調される。このような人間は自力では救われることがないために、神の恩寵によってしか救われないし、パウロはイエスの死こそ神の自己犠牲であると考える。この神の自己犠牲によって人間は罪から解放されるのであり、これを信じ、イエスの教えを実践することで新しい生を迎えることができるという。この新しい生は物質性を捨て、人類史から神の世界に逃れることではない。このことは初期教父、たとえばエイレナイオスにおいてグノーシス主義の説く異端の教説に対する批判のなかで明確に表明される。彼によれば、人類の救済史とはあくまでその本来的な物質性から、神の導きによってより高次の霊性を獲得していく過程である。そしてこのような立場に立つとき、物質的な現実世界は矛盾と不幸に満ちている不完全なものとして相対化されていくのである。だが同時にこの物質的世界こそが神の救済史の舞台であり、神の現存し、働きかける場である。

### 政治思想
パウロの政治思想としては、受動的服従が知られる。ウォーリンによれば、パウロや初期の教会指導者たちが政治権力への服従を繰り返し述べていることは、この時代のキリスト教徒に政治秩序への鋭い対立意識があったことを物語っているという。。事実66年にはユダヤ戦争（〜70年）が起き、112年〜115年にもユダヤ人が蜂起し、135年にもバル・コクバの乱が起きている。パウロによれば、この世の権威は神に拠らないものはなく、したがってこれを受け入れなくてはならない。パウロは政治的権威に対して負う義務と宗教的権威に対するそれを区別した。しかしそれは政治的忠誠心と宗教的忠誠心を完全に分離したものであると主張したわけではない。彼は政治秩序を神の摂理の中に位置づけ、当時のキリスト教徒が政治秩序のキリスト教的理解に基づいて受け入れるよう促した。

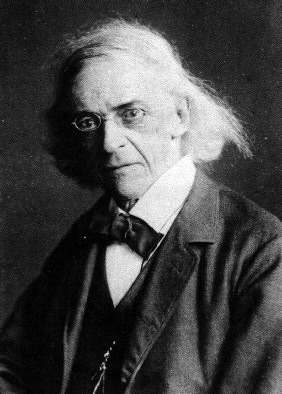
テオドール・モムゼン
1890年の『ローマ法から見た宗教的逸脱』において、帝政初期のキリスト教迫害の理由を「国家離反」に求め、キリスト教迫害史研究に決定的な一歩を刻みつけた

パウロは、教会と国家を分離し、国家に対するキリスト教の服従を説くが、従うべき対象として「皇帝」ではなく、神によって認められた「権威」を挙げている。パウロはローマ帝国の支配を無条件に肯定しているともいわれる。

#### 歴史家の意見
ローマ帝国のキリスト教に対する迫害についてテオドール・モムゼンは、ローマ帝国によって「許された宗教」ユダヤ教と「許されざる宗教」キリスト教と対比したが、1世紀段階では、キリスト教迫害はネロ迫害を除いてユダヤ教迫害の一環として行われている。またネロ帝によるキリスト教迫害についても、タキトゥスの記述は2世紀におけるキリスト教観を示しており、1世紀段階のヨセフスや新約聖書との相違が著しいため、その史実性には幅がある。

### 労働観
パウロは「自分の手で働くこと」を推奨しているが、これは古典古代の労働観に反する。古典古代においては労働は奴隷がするもので、自由人は閑暇（スコレー σχολη）にあることを誇りとしていた。アリストテレスは「幸福は閑暇（スコレー）に存すると考えられる。」と述べており、ハンナ・アーレントによれば、アリストテレスは全体として必要に従属しているヒト属を人間と呼ぶことを認めなかった。

### 死生観
パウロは復活の教えを強調した（当時、ユダヤ教ではサドカイ派などや、キリスト教会内部でも、イエスの教えに反して復活を否定する動きがあったためか）。もし死人の復活がないならキリストもよみがえらなかった事になり、それをよみがえらせたと言っている私達は神にそむく偽証人という事になる為、全ての人の中で最もあわれむべき存在になるとまで語った。

### 哲学との接点
パウロはアテネに滞在した際にエピクロス派やストア派の哲学者数人と論じ合っている。
当時、哲学とキリスト教の教えを巧妙に混ぜた教えが多かったためか、それらの哲学を「むなしいだましごと」と批判した事もある。

## 評価
ルターによる評価
ルターはパウロ書簡を極めて高く評価している。
トロクメによる評価
ルター以来パウロはユダヤ教からイエスによって解放されたとする見解が主流であったが、トロクメによると彼自身の意識ではユダヤの思想家であり、意識としてはユダヤ教内部の論争に関わっていたつもりであったとされる。またトロクメは歴史家たちがパウロを「キリスト教の創始者」と考える傾向にあることを批判し、この考えがイエスを「ユダヤ教の改革者」という誤った位置づけに貶めるものだという。トロクメはパウロの思想がアウグスティヌス以前は正確に理解されているとは必ずしも言えないこと、中世の神学者たちも彼をあまり重視していないことを挙げ、パウロにキリスト教における中心的な地位を与えたのはルネサンスと宗教改革であると述べている。